# Del Rey Oaks
Del Rey Oaks – miasto w Stanach Zjednoczonych, w stanie Kalifornia, w hrabstwie Monterey.